# كيني إيفرت
كيني إيفرت (بالإنجليزية: Kenny Everett)‏ هو مقدم تلفزيوني ودي جيه بريطاني، ولد في 25 ديسمبر 1944 في Seaforth, Merseyside ‏ في المملكة المتحدة، وتوفي في 4 أبريل 1995 في لندن في المملكة المتحدة بسبب إيدز.

## وصلات خارجية
- كيني إيفرت على موقع IMDb (الإنجليزية)
- كيني إيفرت على موقع الموسوعة البريطانية (الإنجليزية)
- كيني إيفرت على موقع ميوزك برينز (الإنجليزية)
- كيني إيفرت على موقع ديسكوغز (الإنجليزية)
- كيني إيفرت على موقع قاعدة بيانات الفيلم (الإنجليزية)